# Patricia Racette
Pour les articles homonymes, voir Racette.
Patricia Racette est une soprano américaine née en 1965 à Manchester au New Hampshire.
Elle chante souvent au Metropolitan Opera de New York et à l'Opéra de San Francisco des rôles tels que Violetta dans La traviata, Blanche de la Force et Madame Lidoine dans les Dialogues des Carmélites, Mimì and Musetta dans La bohème, le rôle-titre de Jenůfa, Cio-Cio-San dans Madame Butterfly, Alice Ford dans Falstaff, Liu dans Turandot, Desdemone dans Otello, et le rôle-titre de Káťa Kabanová. Elle a aussi chanté dans plusieurs premières mondiales telles que le rôle-titre d'Emmeline (de Tobias Picker) en 1996 et Leslie Corsby dans The Letter (de Paul Moravec) en 2009 à Santa Fe.